# Wu Qingfeng
 (août 2023).
Si vous disposez d'ouvrages ou d'articles de référence ou si vous connaissez des sites web de qualité traitant du thème abordé ici, merci de compléter l'article en donnant les références utiles à sa vérifiabilité et en les liant à la section « Notes et références ».
Dans ce nom chinois, le nom de famille, Wu, précède le nom personnel.
Pour les articles homonymes, voir Wu.
Wu Qingfeng en chinois 吴卿风, née le 28 janvier 2003 à Shaoxing, est une nageuse chinoise, spécialisée dans la nage libre.

## Palmarès

### Jeux olympiques
- Jeux olympiques d'été de 2024 à Paris :
  -  Médaille de bronze du relais 4 × 100 m nage libre.

### Championnats du monde
- Championnats du monde 2023 à Fukuoka ( Japon) :
  -  Médaille d'or du relais 4 × 100 m quatre nages mixte.
  -  Médaille de bronze du relais 4 × 100 m en nage libre avec Cheng Yujie, Yang Junxuan, Zhang Yufei.
- Championnats du monde 2025 à Singapour :
  -  Médaille d'argent du 50 m nage libre.
  -  Médaille d'argent du relais 4 × 100 m quatre nages mixte.
  -  Médaille de bronze du relais 4 × 200 m nage libre (participe uniquement aux séries).
  -  Médaille de bronze du relais 4 × 100 m quatre nages (participe uniquement aux séries).

### Jeux asiatiques
- Jeux asiatiques de 2018 à Jakarta ( Indonésie) :
  -  Médaille d'argent du relais 4 × 100 m en nage libre.
  -  Médaille de bronze du 50 m nage libre.